# Тераса структурно-денудаційна
Тераса структурно-денудаційна (англ. structural terrace, structural bench, structural rock-bench; нім. Struktur-Denudationsterrase f) — терасоподібне утворення на схилі, обумовлене виходом на поверхню твердих порід пласта з горизонтальним або близьким до нього заляганням, препарованого селективною денудацією. Синонім — денудаційна тераса, структурна тераса.